# Луїза Альбертіна Шлезвіг-Гольштейн-Зондербург-Пльонська
Принцеса Луїза Альбертіна Шлезвіг-Гольштейн-Зондербург-Пльонська (дан. Princess Luise Albertine af Slesvig-Holsten-Sønderborg-Plön, 21 липня 1748 — 2 березня 1769) — данська принцеса з династії Ольденбургів, донька останнього герцога Шлезвіг-Гольштейн-Зондербург-Пльону Фредеріка Карла та данської графині Крістіни Армгард фон Ревентлов, дружина князя Ангальт-Бернбургу Фрідріха Альбрехта.

## Біографія

### Ранні роки
Народилась 21 липня 1748 року у Плені. Була п'ятою дитиною та четвертою донькою в родині герцога Шлезвіг-Гольштейн-Зондербург-Пльону Фредеріка Карла та його дружини Крістіни Армгард фон Ревентлов. Мала старших сестер Софію Крістіну, Фредеріку Софію та Шарлотту Амалію. Брат помер в ранньому віці до її народження.

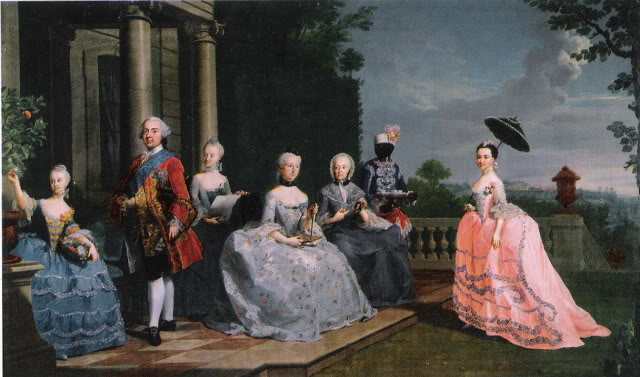
Луїза Альбертіна (крайня справа) у колі родини на портреті Й. Г. Тішбейна-старшого, 1759

Пльон був маленьким суб-герцогством і не мав незалежності, існуючи в рамках державної структури герцогств Шлезвіг і Гольштейн. Фредерік Карл, не маючи нащадків чоловічої статі, уклав у 1754 році угоду з данським королем, згідно з якою Пльон після його смерті має бути об'єднано з королівською частиною Гольштейна. Дана угода списала борг герцога і надала йому необмежений кредит від данського короля.
Сімейство мешкало у Пльонському замку, який голова родини розширив та прикрасив інтер'єри у стилі рококо. Літньою резиденцією слугував замок у Травенталі, навколо якого був розбитий великий сад. Мали також маєтки у Райнфельді та Ретвіші.
У 13 років Луїза Альбертіна втратила батька. Пльонське герцогство відійшло данській короні. Родині було дозволене пожиттєве проживання у Пльонському замку. Старша з сестер померла ще у 1657 році, Шарлотта Амалія у травні 1762 року вийшла заміж за родича з Ольденбурзької династії. Принцеса залишилася із матір'ю, яка більше не одружувалася, та сестрою Фредерікою Софією.

### Шлюбне життя
У 14 років стала дружиною 27-річного спадкоємного принца Ангальт-Бернбургу Фрідріха Альбрехта, єдиного сина князя Віктора II Фрідріха. Весілля пройшло 4 червня 1763 року в Аугустенбурзі. Наречений отримав добру освіту, отриману під час тривалих подорожей, і з 1761 року перебував на данській військовій службі, очолюючи з 1762 року королівську гвардію. Подружжя створило власний двір у містечку Балленштедт, який Фрідріх Альбрехт прикрасив на свій смак.
У травні 1865 року чоловік Луїзи Альбертіни став правлячим князем, а сама вона — княгинею-консортом. Змінювати резиденцію не стали, залишившись у Балленштедті. Правителя змальовували як одного з найсправедливіших, доброзичливіших та найактивніших володарів того часу.
Наприкінці наступного року княгиня завагітніла і у серпні 1767 року народила первістка. Всього у подружжя було двоє дітей. За кілька днів після народження доньки, Луїза Альбертіна померла від кору. Її поховали у крипті замкової церкви Святого Егідія у Бернбурзі. Наразі місце її останнього спочинку знаходиться на першому рівні крипти.
Фрідріх Альбрехт більше не одружувався, проте мав позашлюбну доньку від коханки.

## Родина
Чоловік  — Фрідріх Альбрехт
Діти:

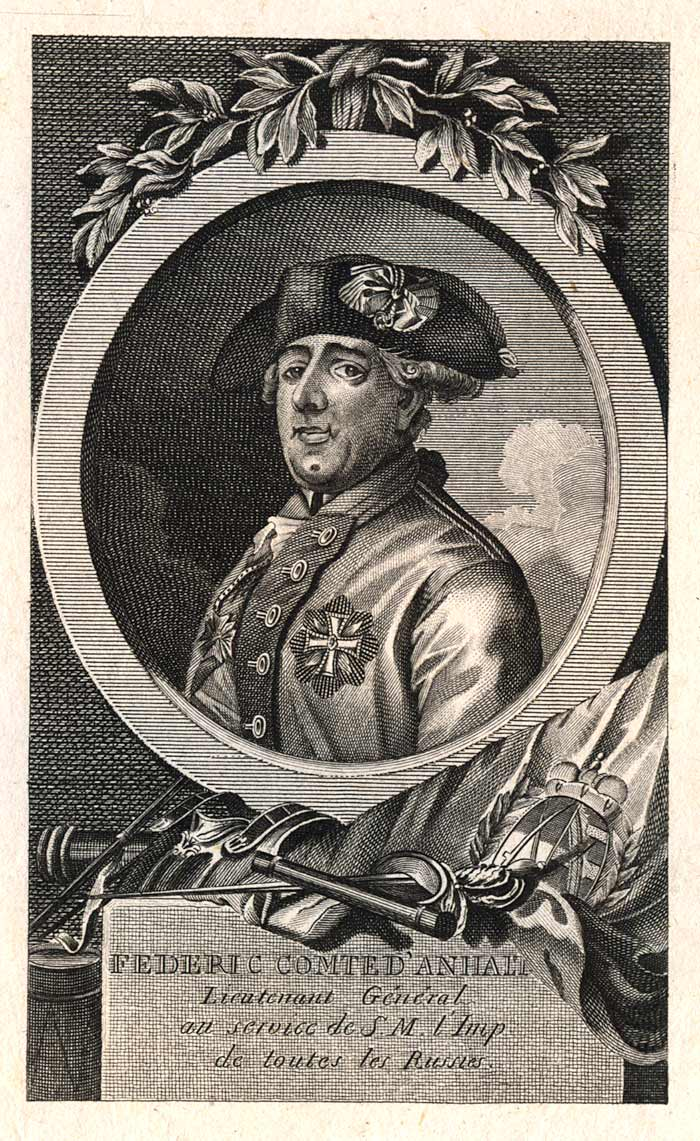
Портрет Фрідріха Альбрехта

- Алексіус Фрідріх Крістіан (1767—1834) — князь Ангальт-Бернбургу у 1796—1834 роках, був тричі одруженим, мав четверо дітей від першого шлюбу;
- Пауліна Крістіна Вільгельміна (1769—1820) — дружина князя Ліппе Леопольда I, мала трьох дітей[9].